# Scriptania lucens
Scriptania lucens är en fjärilsart som beskrevs av Köhler 1979. Scriptania lucens ingår i släktet Scriptania och familjen nattflyn. Inga underarter finns listade.